# Chiesa cattolica nella Penisola Iberica (1800-1850)

## Le lotte dinastiche
Abbiamo generalmente una oscillazione fra una Chiesa tipicamente dell'ancien régime (religione di Stato, ricchi patrimoni, pletora ecclesiastica) e un radicale anticlericalismo (ingerenze regaliste, soppressione dei religiosi, incameramento dell'asse ecclesiastico).
In Spagna, alla morte di Ferdinando VII nel 1833, sorse una lotta tra i carlisti (sostenitori di don Carlos, fratello del re defunto) e i cristini (sostenitori della figlia Isabella, sotto la reggenza di Maria Cristina).
La stessa cosa avviene in Portogallo: lotta tra don Miguel, fratello di Pedro I e la figlia di questo, Maria da Gloria, designata da Pedro stesso.
Queste lotte dinastiche erano un sintomo della crisi del tradizionale principio legittimista (e della legge salica, che escludeva sorelle e figlie dalla successione al trono). Alla lotta tra legittimisti e liberali si intrecciava anche la questione dell'atteggiamento politico-religioso: favorevoli alla Chiesa i legittimisti, anticlericali radicali i liberali.
Gregorio XVI, con la Sollicitudo Ecclesiarum (5 agosto 1831), dichiara che la Chiesa non ha difficoltà ad entrare in rapporti con chi è di fatto al potere (distacco dal legittimismo). Tuttavia il papa si mostrò cauto nei confronti di Isabella II e Maria da Gloria, favorendo don Carlos e don Miguel, i perdenti (don Miguel, sconfitto, si rifugerà a Roma).
Tipico poi della penisola iberica è la radicalizzazione dei rapporti fra Stato e Chiesa, un forte anticlericalismo.

## La Chiesa in Spagna
I governi che si succedono in Spagna:
- sotto Ferdinando VII (1814-1833):
  - 1814-1820: periodo assolutista
  - 1820-1823: rivolta di Cadice, governo liberale, prime misure anticlericali
  - 1823-1833: la spedizione del duca di Angoulême ristabilisce il regime assolutista
- durante la minore età di Isabella II (1833-1843):
  - 1833-1839: prima guerra carlista, finita con l'esilio di don Carlos; vengono emanate diverse leggi anticlericali: soppressione ordini religiosi, incameramento, rottura delle relazioni con Roma (cfr. la matanza de los frailes nel 1834 a Madrid); leggi contro i religiosi: 21 aprile 1834 divieto di ricevere novizi, 17 luglio 1834 soppressione dei gesuiti, 4 luglio 1835 soppressione di tutti i monasteri con meno di 12 professi, 19 febbraio 1836 incameramento
  - 1839-1843: la reggente Maria Cristina è mandata in esilio e la reggenza è presa da Espartero, con carattere radicale; dure proteste di Gregorio XVI nel marzo 1841 e soprattutto nel febbraio 1842
- regno di Isabella II (1843-1868):
- governo moderato di Narvaez, primi contatti con Roma per un concordato; quando il concordato arriva nel 1845, Narvaez ha perso il suo influsso a spese dei radicali, che non permettono di ratificare il concordato

## La Chiesa in Portogallo
- 1828-1834 Regno di don Miguel: è un periodo di ottime relazioni con Roma; la guerra civile contro i partigiani di Maria da Gloria porta alla sconfitta di don Miguel nel 1834 e il suo esilio a Roma;
- 1834-1853 Regno di Maria da Gloria: periodo duro per la Chiesa, varie leggi anticlericali: chiusura di molti conventi, sostituzione dei vescovi legittimisti creati da don Miguel, rottura con Roma (dal 1833 al 1844: un accordo è raggiunto solo nel 1848).